# Pecteilis hawkesiana
Pecteilis hawkesiana är en orkidéart som först beskrevs av George King och Robert Pantling, och fick sitt nu gällande namn av C.Sathish Kumar. Pecteilis hawkesiana ingår i släktet Pecteilis och familjen orkidéer. Inga underarter finns listade i Catalogue of Life.

## Bildgalleri

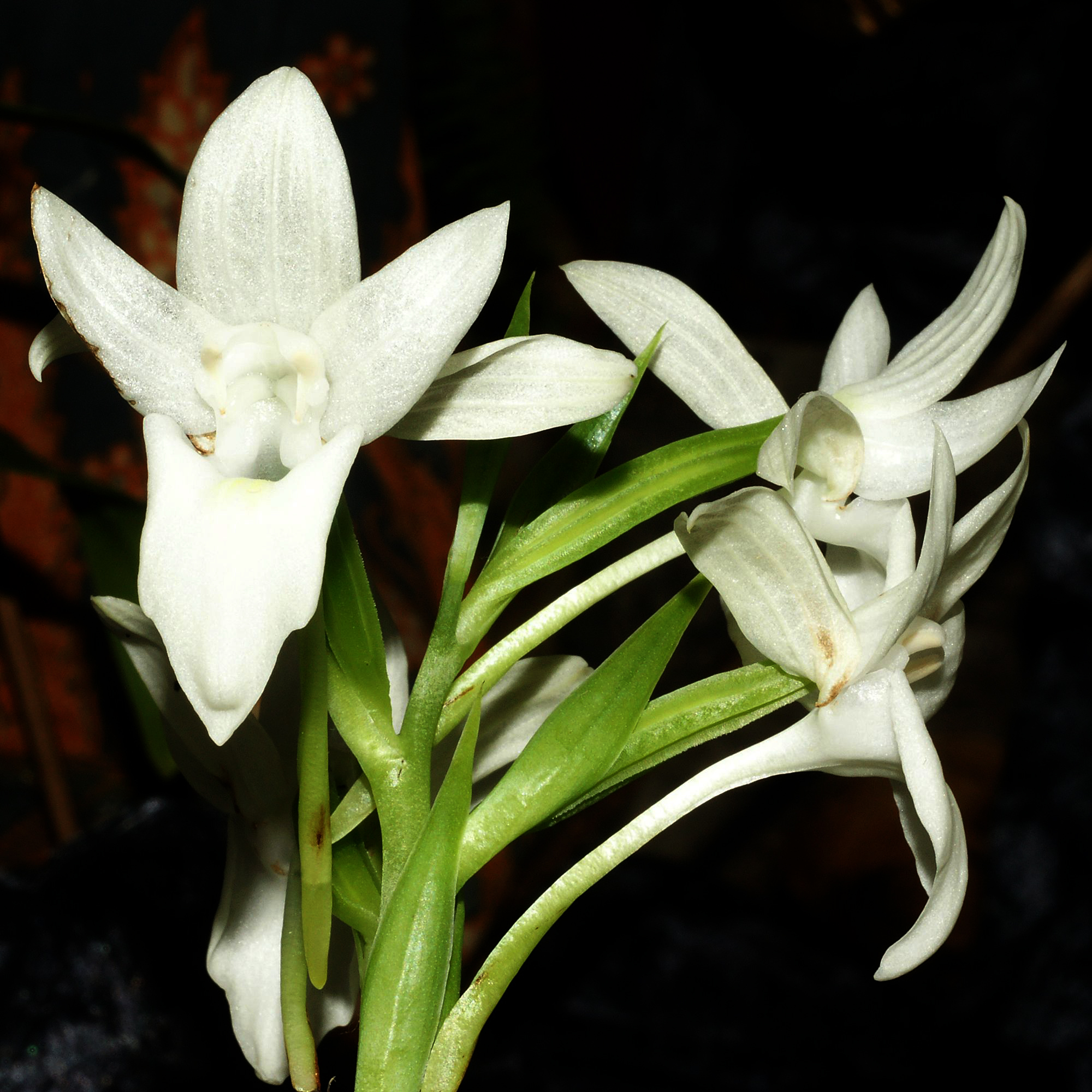
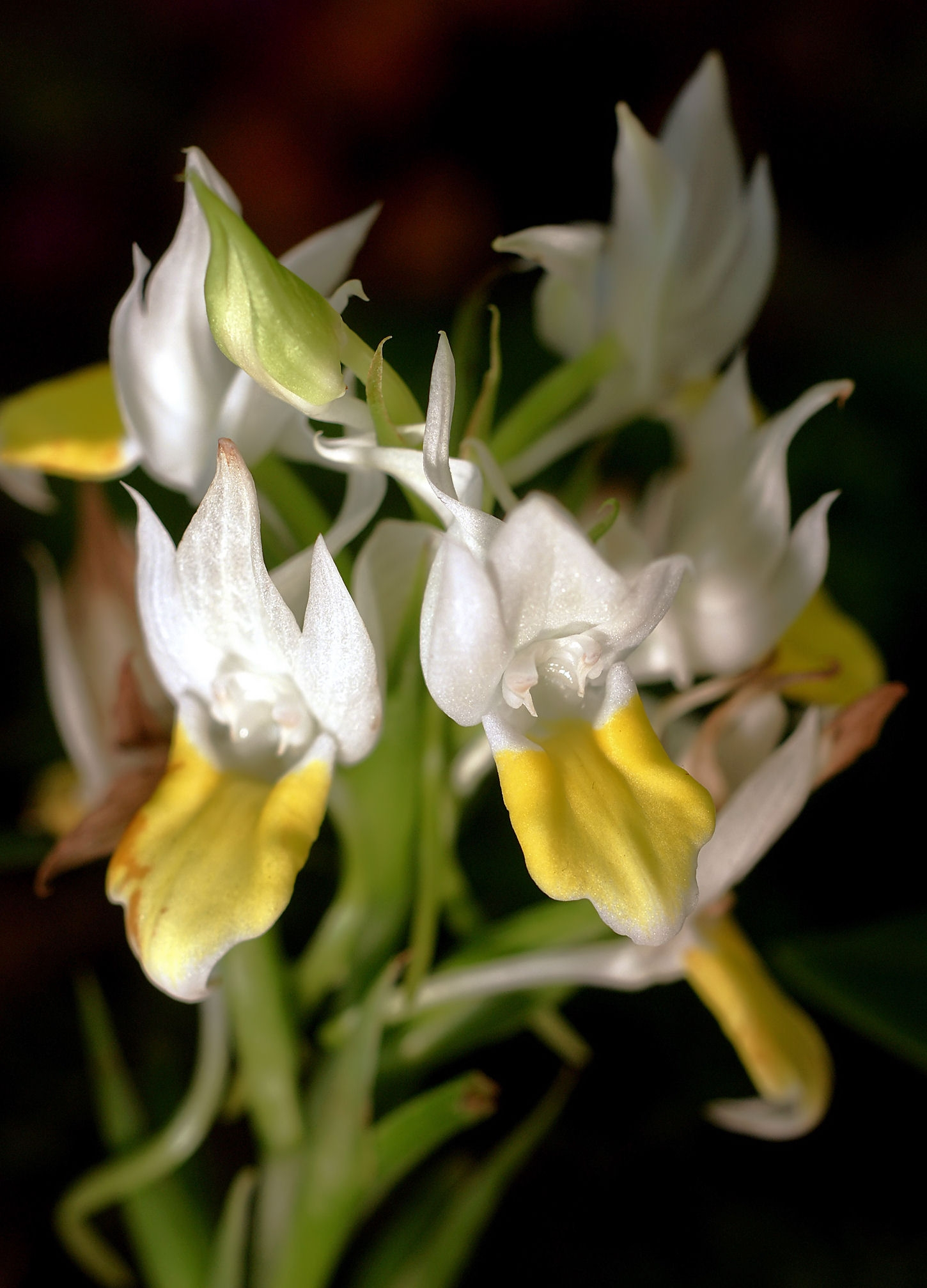
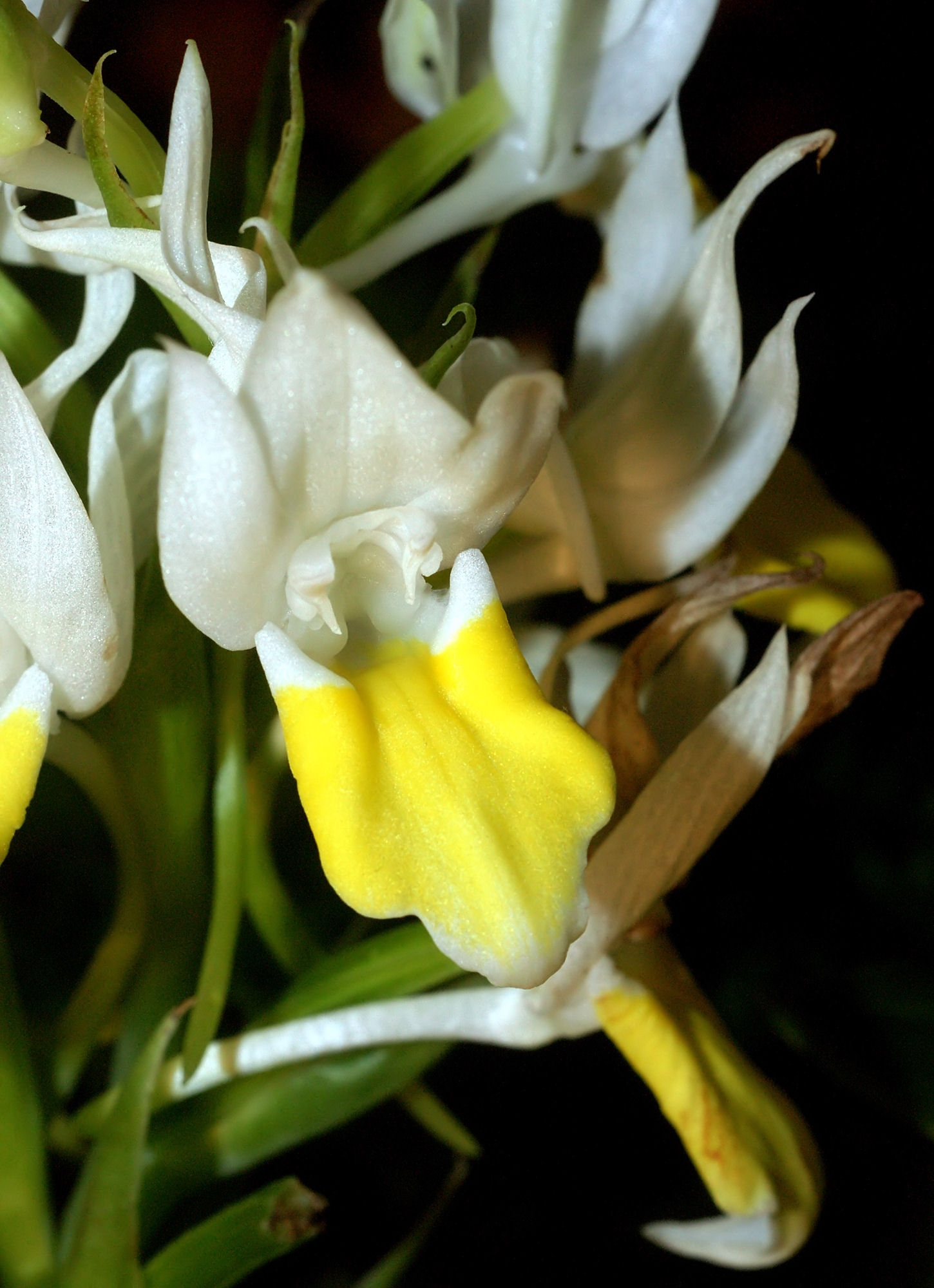
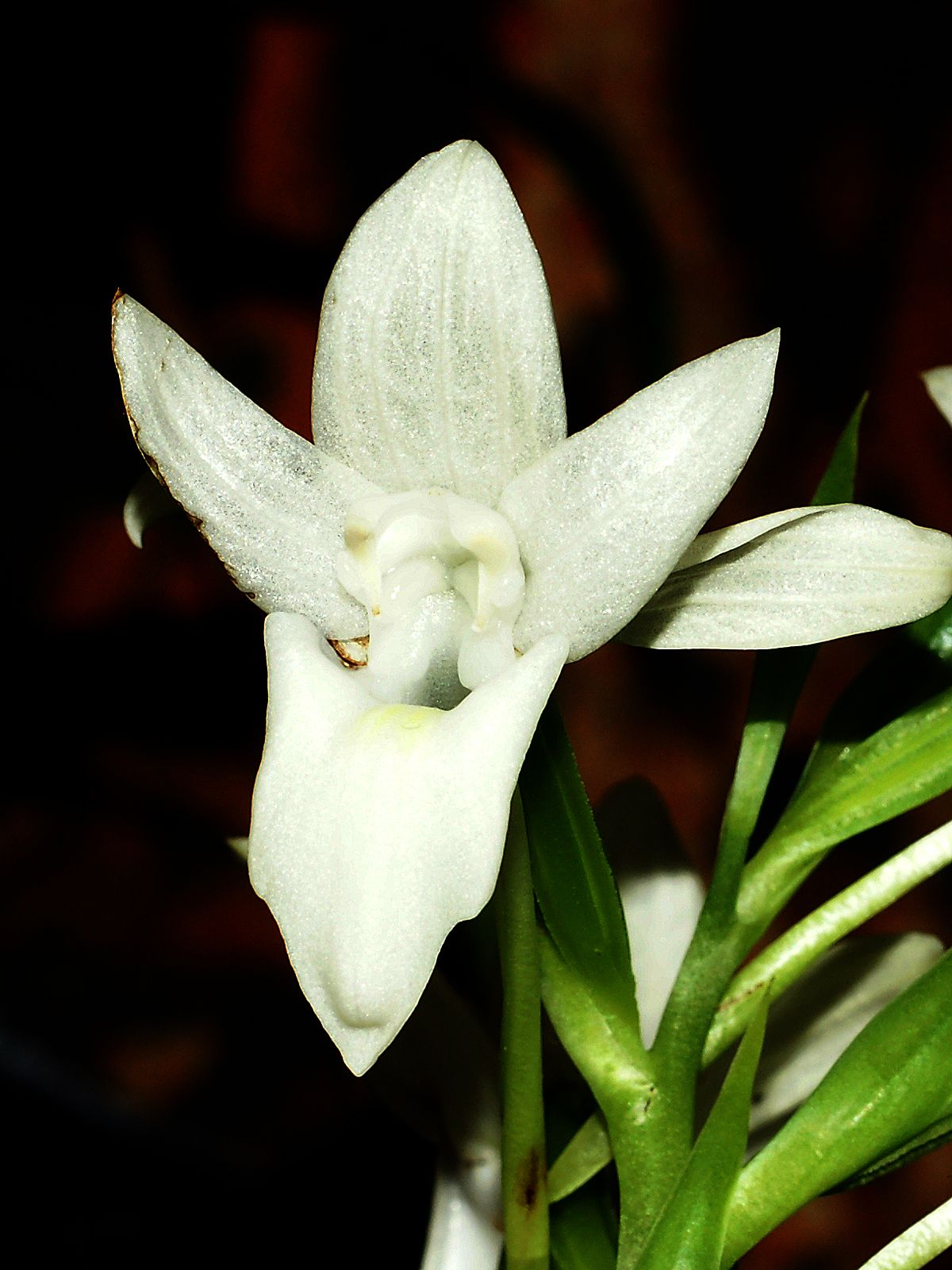